# Galendromus sulamericanus
Galendromus sulamericanus är en spindeldjursart som beskrevs av Demite, Lofego och Fabiola Feres 2008. Galendromus sulamericanus ingår i släktet Galendromus och familjen Phytoseiidae. Inga underarter finns listade i Catalogue of Life.